# A-klasse (onderzeeboot)
De A-klasse was een Amerikaanse klasse van zeven onderzeeërs, gebaseerd op een vergrote versie van de USS Holland (SS-1). Oorspronkelijk noemde men deze klasse tot november 1911 Plunger-klasse.

## Gunning van contract
Het Amerikaans Congres gaf in 1900 goedkeuring aan een leveringscontract voor zeven onderzeeërs. Het betrof een verbeterde versie van de USS Holland (SS-1), maar de stuksprijs mocht de 170.000 dollar niet overschrijden. Een achtste boot diende als prototype. Kiellegging vond plaats in 1900 en 1901, waarna de schepen in 1903 en 1904 in actieve dienst kwamen. De marine nam de A-1 in 1910 uit actieve dienst, waarna het als doelwit voor gevechtsduikers fungeerde. De resterende exemplaren trok men tussen 1919 en 1921 terug uit actieve dienst. 

## Opbouw
De commandotoren stak slechts twee voet boven water uit. In het begin was de veiligste manier van wachtlopen in de toren op de uitkijk gaan staan omdat bruikbare marine-periscopen nog niet voorhanden waren. De zevenkoppige bemanning bestond uit de kapitein en zes bemanningsleden. Ze maakten gebruik van het luik in de commandotoren. Normaliter bleef het dek twee à drie voet boven het wateroppervlak buiten gevechtssituaties, want dit bleek de zuinigste manier van varen. Op deze wijze kon het vaartuig 560 zeemijl afleggen met een kruissnelheid van 6 knopen. Dook de onderzeeër dieper, dan namen weerstand en brandstofverbruik evenredig toe waardoor het maximale bereik afnam.
Ieder bemanningslid had zijn specifieke taken; hierdoor verviel de noodzaak van veelvuldige onderlinge plaatswisseling. Dit was niet onbelangrijk, want de benzine- en elektromotor namen veel plaats in. Bovendien vereisten luchtcompressor, accucellen, ballasttanks en benzinetanks ook de nodige ruimte, nog afgezien van de vijf omvangrijke Whiteheadtorpedo's.
De kapitein stond rechtop in de toren, met het stuurwiel voor zijn neus. Net onder hem bediende een matroos de duikroeren. Iets verder naar achter wachtte de machinist op zijn bevelen om de benzinemotor te bedienen; de elektromotor en accu's vielen onder de verantwoordelijkheid van een ander bemanningslid. Verder stond iemand gereed om de ballasttanks te bedienen.
De luchtvoorraad was voldoende voor enkele uren, daarna bedierf de lucht en verving men deze door lucht uit de voorraadtanks. Bij normaal gebruik van de elektromotor kon het vaartuig vier uur ondergedoken blijven.

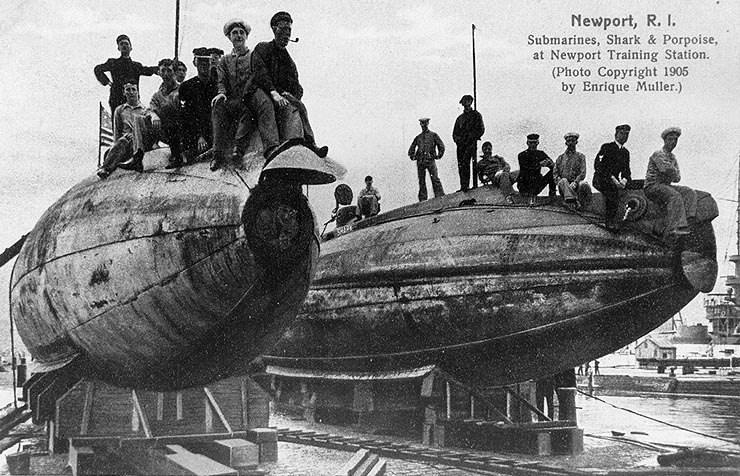
USS Shark en USS Porpoise van de A-klasse omstreeks 1905

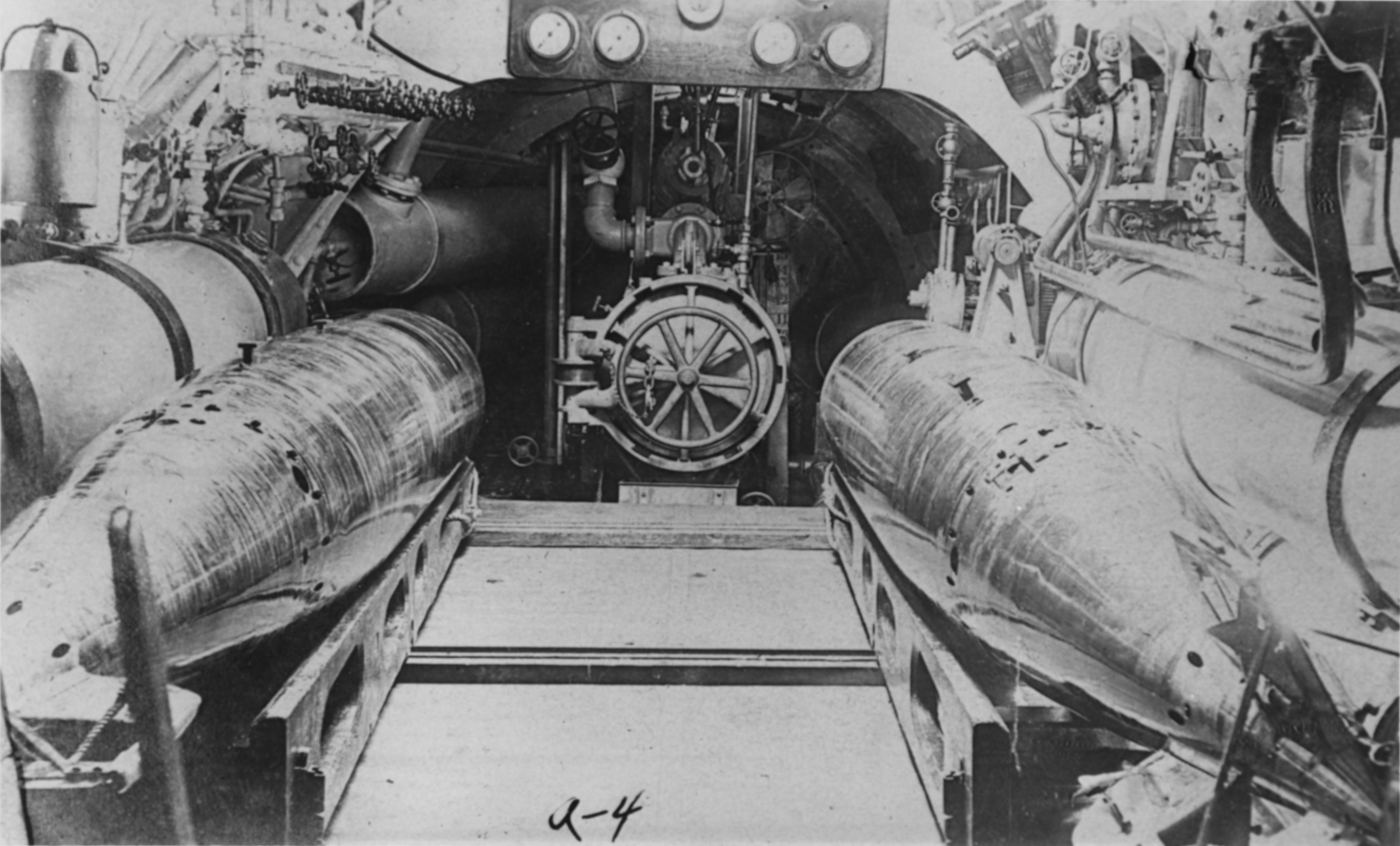
Interieur van de A-klasse, met reservetorpedo's aan weerszijden van de torpedobuis

Van de vijf torpedo's bevond zich een in de torpedobuis; de andere vier lagen aan weerskanten hiervan op het binnendek. Voor iedere torpedo beschikte de A-klasse  over een ballasttank, om stabiliteit en diepgang van de onderzeeër te waarborgen (anders komt de onderzeeboot na lanceren door het gewichtsverlies aan de oppervlakte, met de vijand vlakbij).

## Leefomstandigheden
De omstandigheden aan boord waren Spartaans; een toenmalige marinearts bracht een vernietigend rapport uit over de uiterst primitieve omstandigheden aan boord. De bemanning moest in een zeer kleine ruimte werken, slapen, eten (koken) en zijn behoefte doen. Door het open toilet was de lucht vaak niet te harden. Alle voedingswaren moest men vooraf in kratten verpakken en vlees bedierf snel. Verder rapporteerde de kritische arts dat al bij slechts lichte deining de onderzeeër dermate stampte en rolde, dat bijna de gehele bemanning er zeeziek van werd. Dit gold overigens niet exclusief voor de A-klasse: op alle vroege types onderzeeërs heersten nauwelijks acceptabele leefomstandigheden.

## Presidentieel bezoek
De A-1, ook bekend als Plunger, ontving op 22 augustus 1905 hoog bezoek toen Theodore Roosevelt aan boord kwam tijdens oefeningen in Oyster Bay. Het was de eerste maal dat een onderzeeboot de president aan boord nam. De entourage rond de president lichtte de bemanning tijdig over diens voornemen in. Zij schilderde de buitenzijde van hun vaartuig voordat de president, met erachter veel persmensen, arriveerde. Voor de jonge onderzeebootdienst was een goede promotie van levensbelang. Een groot deel van het publiek was toentertijd weinig gecharmeerd van duikboten, want men koesterde grote twijfels over hun veiligheid.
Roosevelt verbleef bijna drie uur aan boord en kreeg een complete demonstratie van diens mogelijkheden voorgeschoteld. Tevens dook hij enige malen mee onder water, vooral om de bemanning te steunen en de onderzeebootdienst te promoten. Het wantrouwen van het grote publiek jegens deze nieuwe boten ontging hem namelijk niet, zoals later bleek. Hij schreef:

Ik ging vooral mee naar beneden omdat ik niet wilde dat officieren en matrozen zouden denken dat ik wilde dat zij dingen deden die ik zelf niet zou durven. Ik geloof dat er aardig wat bereikt kan worden met deze onderzeeërs, hoewel het gevaar altijd bestaat dat mensen door het idee worden meegesleept en denken dat ze van meer nut zijn dan ze ooit zouden kunnen zijn.

Voor Chester Nimitz van de A-1 betekende diens benoeming tot kapitein in mei 1909 tevens zijn eerste commando. Hij omschreef onderzeeërs weinig respectvol als: "een soort kruising tussen een bedenksel van Jules Verne en een bultrugwalvis".

## Boten in klasse
| Naam                      | Scheepswerf                      | Kiellegging      | In dienst         | Uit dienst       | Lot                                       |
| ------------------------- | -------------------------------- | ---------------- | ----------------- | ---------------- | ----------------------------------------- |
| USS Plunger (SS-2) / A-1  | Crescent Shipyard                | 21 mei 1901      | 19 september 1903 | 24 februari 1913 | Verkocht op 26 januari 1922 voor de sloop |
| USS Addler (SS-3) / A-2   | Crescent Shipyard                | 3 oktober 1901   | 12 januari 1903   | 12 december 1919 | Gezonken na gebruik als doelschip         |
| USS Grampus (SS-4) / A-3  | Union Iron Works (San Francisco) | 10 december 1900 | 28 mei 1903       | 25 juli 1921     | Gezonken na gebruik als doelschip         |
| USS Moccasin (SS-5) / A-4 | Crescent Shipyard                | 8 november 1900  | 17 januari 1903   | 12 december 1919 | Gezonken na gebruik als doelschip         |
| USS Pike (SS-6) / A-5     | Union Iron Works                 | 10 december 1900 | 28 mei 1903       | 25 juli 1921     | Verkocht op 26 januari 1922 voor de sloop |
| USS Porpoise (SS-7) / A-6 | Crescent Shipyard                | 13 december 1900 | 19 september 1903 | 12 december 1919 | Gezonken na gebruik als doelschip         |
| USS Shark (SS-8) / A-7    | Crescent Shipyard                | 11 januari 1901  | 19 december 1903  | 12 december 1919 | Gezonken na gebruik als doelschip         |